# Árabe magrebino
O árabe magrebino é um dialeto da língua árabe falado em Marrocos, Tunísia, Argélia e Líbia. É chamado pelos falantes de Darija, que significa dialeto. Uma de suas variantes é o árabe marroquino